# Episodi di Grani di pepe (ventunesima stagione)
La ventunesima stagione della serie televisiva Grani di pepe è stata resa disponibile in Germania sulla mediateca di ARD il 14 marzo 2025 e verrà trasmessa successivamente in prima visione dal 15 marzo 2024 sul canale televisivo Das Erste.
| N° | Titolo originale     | Prima TV Germania |
| -- | -------------------- | ----------------- |
| 1  | Shutdown             | 15 marzo 2025     |
| 2  | Der gestohlene Adler | 15 marzo 2025     |
| 3  | Das Hüpftier         | 22 marzo 2025     |
| 4  | Ein neues Zuhause    | 22 marzo 2025     |
| 5  | Ein bisschen Spaß    | 29 marzo 2025     |
| 6  | Brandgefährlich      | 5 aprile 2025     |
| 7  | Im Netz              | 5 aprile 2025     |
| 8  | Dicker als Wasser    | 12 aprile 2025    |
| 9  | Das Geständnis       | 12 aprile 2025    |
| 10 | Tierschützer         | 19 aprile 2025    |
| 11 | Kupferklau           | 19 aprile 2025    |
| 12 | Kussen               | 26 aprile 2025    |
| 13 | Der Bankraub         | 26 aprile 2025    |